# Liptovský Hrádok
Liptovský Hrádok (maďarsky Liptóújvár; německy Liptau-Hradek či zastarale Neuhäusel in der Liptau) je město v severní části Slovenska, v Žilinském kraji v okrese Liptovský Mikuláš. Žije v něm přibližně 7 000 obyvatel. Město se nachází ve východní části Liptovské kotliny při soutoku Váhu s Belou. Je centrem horního Liptova.

## Historie

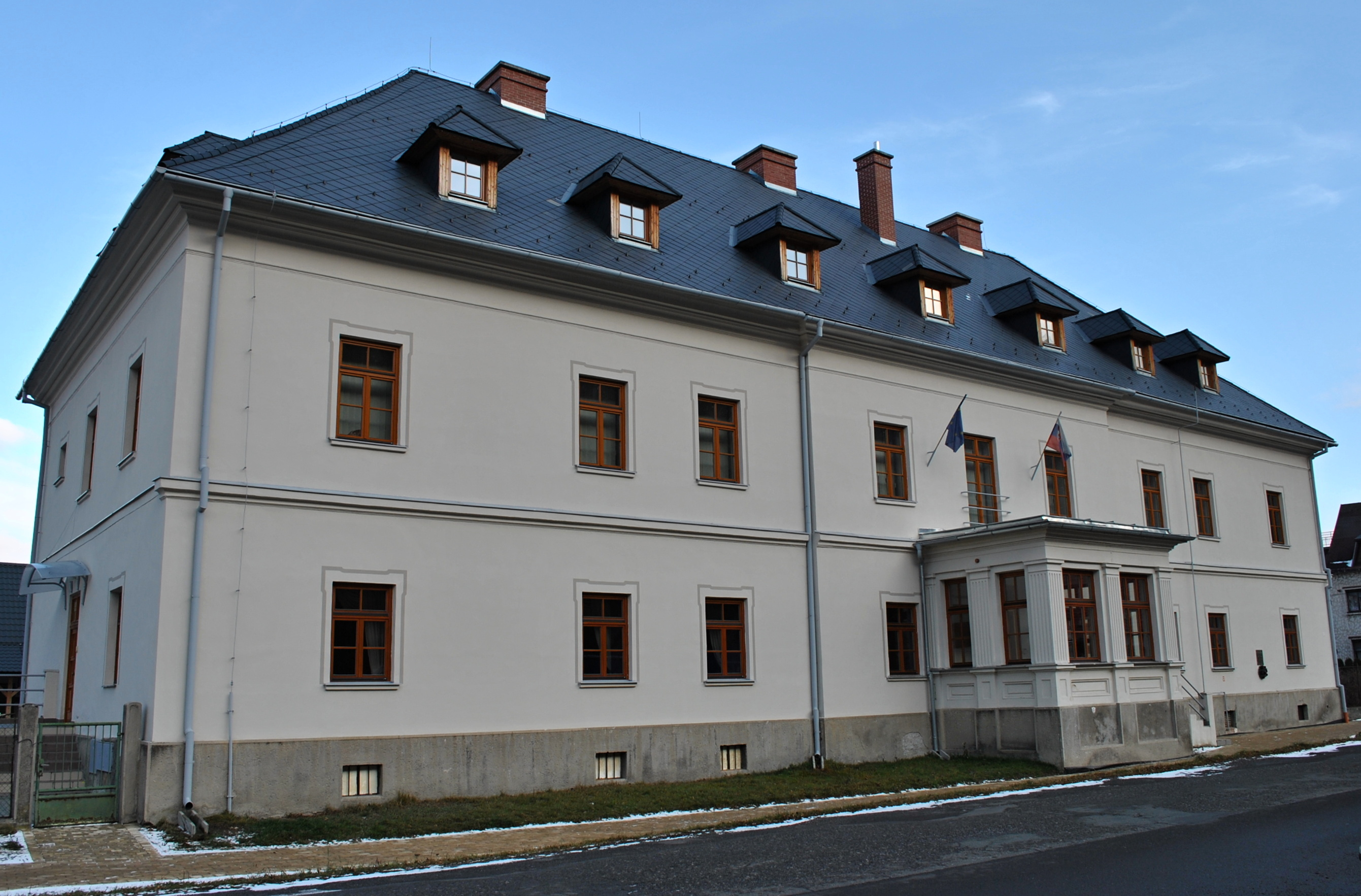
Solný sklad

Liptovský Hrádok vznikl začátkem 13. století jako osada Belzsko. Byl pojmenován podle jednoho ze tří hradů, nacházejících se na území dnešního Liptova – Hrádku. Hrad patří svojí topografickou polohou do Horního Liptova a tvoří neodmyslitelnou součást jeho starších dějin. Osada Mravník, nacházející se v centru dnešního starého města, byla o pár století mladší. Dříve zde bylo keltské hradiště, a předtím se tu zdomácněly lidé púchovské kultury, což potvrdil nález sedmdesáti uren na sídlišti Belanská. Pravděpodobně přišli ze tří hradišť blízko Podturne, kde se usadili mnohem dříve. Liptovský Hrádok se nachází na soutoku řek Váh a Belá , nebylo proto náhodou, že si vybrali toto místo.
V okolí hradu založili nejdříve osadu složenou z rodin lesnických a státních úředníků. V roce 1728 postavili solný sklad v osadě Mravník, do kterého dováželi sůl ze Solivar. Vznik Liptovského Hrádku úzce souvisí s rozvojem hrádockých panství po jeho odkupu královskou komorou v roce 1731. Jádrem osady se stala ulice táhnoucí se od hradu směrem na jih. Lipové stromořadí, je typické jak pro tuto ulici, tak pro celý Liptovský Hrádok. Později se část této ulice stala základem pro dnešní arboretum. Pokračování této ulice podél Váhu směřovalo k další bývalé osadě Překážka. Ta patřila pod obec Podtúreň až do třicátých let 20. století. Sloučením obou osad vznikl Liptovský Hrádok. V osmdesátých letech 19. století postavili v Liptovském Hrádku budovy pro komorský lesní úřad a prefekturu a v devadesátých letech římskokatolický kostel. První panelové domy se v Liptovském Hrádku začaly stavět v letech 1959 až 1965.

## Symboly města

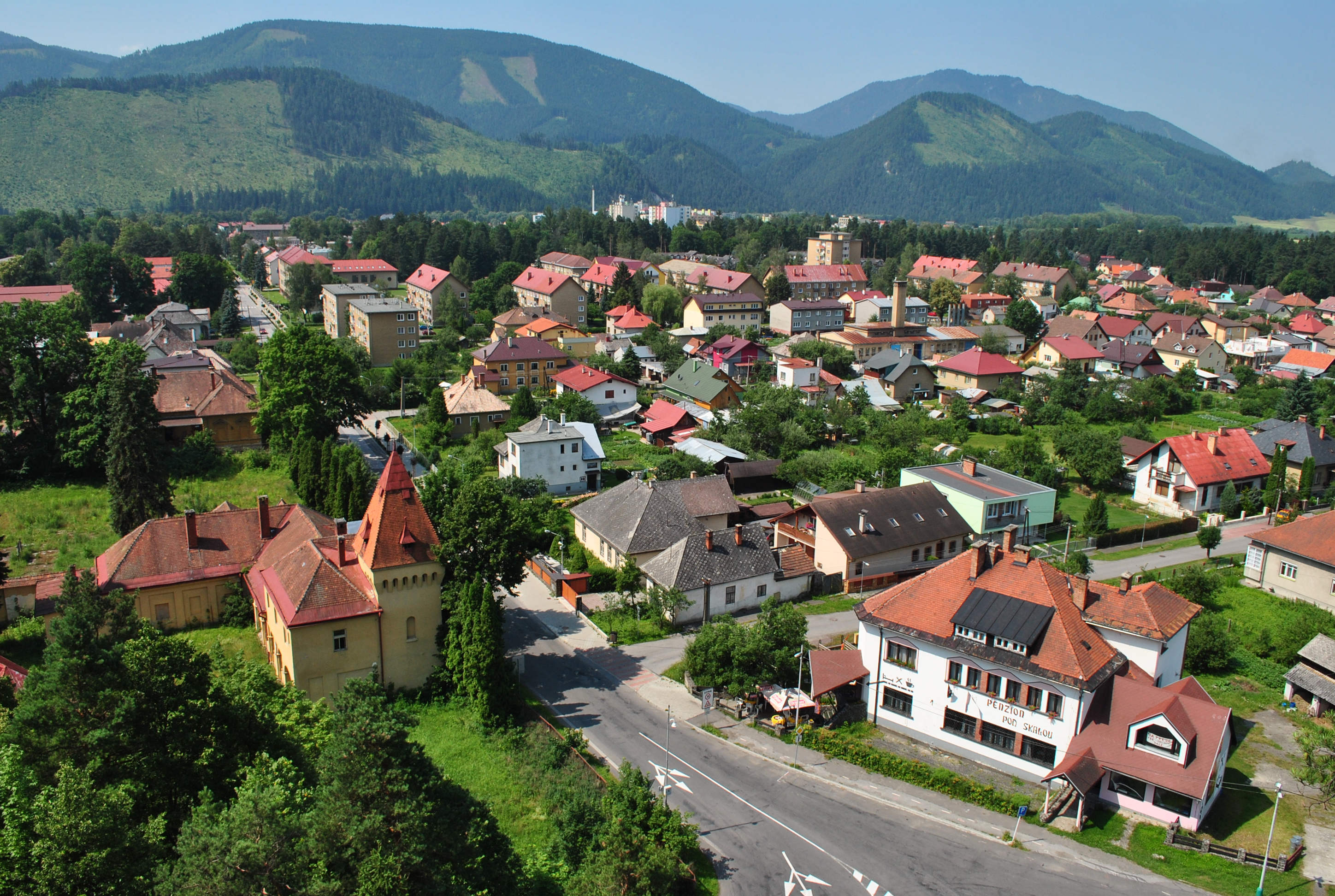
Pohled na obec

### Znak
Znak města má v horní stříbrné třetině štítu tři zelené jehličnaté stromy (motiv lesa). Dolní dvě třetiny tvoří zelené pole se dvěma zkříženými stříbrnými kladivy (historický symbol). Tři zelené stromy v horní části znaku symbolizují okolní lesy, těžbu dřeva a tradici dřevařského průmyslu v regionu horního Liptova. Dvě překřížená hornické kladiva v dolní části znaku symbolizují hornictví a těžbu železné rudy v okolí Liptovského Hrádku, která zde v minulosti intenzivně probíhala. Znak pochází z roku 1990, a tvůrcem je Hrádočan. Je již více než desátou verzí za posledních 500 let.

### Vlajka
Vlajka města má na bílém podkladu ve svém středu umístěný stříbrný kříž a je ukončena vybráním dovnitř do jedné třetiny její plochy. Délka vlajky je zpravidla dvojnásobkem její šířky. Vlajku města používá primátor města a městské zastupitelstvo při slavnostních a oficiálních příležitostech městského, příp. státního charakteru a to vyvěšením na budovách, ve kterých sídlí, příp. v síních, kde se konají slavnostní akce.

### Pečeť
Pečeť města tvoří znak města s nápisem „MĚSTO LIPTOVSKÝ HRÁDOK“. Uprostřed mezi začátkem a koncem tohoto textu je hvězdička. Hrubopis je oddělen od obrazu pečetě kružnicí. Pečeť města se používá při slavnostních příležitostech – naturalizaci, na pečetění významných listin, dokumentů a v případech, kdy to určí zastupitelstvo nebo primátor města.

## Pamětihodnosti
Ve městě se nachází Liptovské muzeum a hrad Liptovský Hrádok, který je od roku 2010 přístupný veřejnosti.
Ve městě leží také chráněný areál Arboretum Hrádok. Dalšími pamětihodnostmi jsou:
- administrativní budova bývalého solního úřadu
- Pozůstatek úzkokolejné Čiernovážské lesní železnice
- Sousoší Piety
- Budovy vážnice a zvonice
- Opevněný kostel svatého Martina

## Osobnosti
- Alajos Stróbl (1856–1926), uhersko/maďarský sochař slovenského původu
- Marián Blaha (1869–1943), římskokatolický biskup
- Jana Čavojská (1980) významná novinářka a fotografka
- Štefan Luby (1910–1976), právník, historik dějin práva a akademik
- Ernest Jucovič (1926 –1998), matematik a pedagog
- Fridrich Wiesner (1875–1957),) rakousko-uherský diplomat, autor tzv. Wiesnerovho dokumentu, který přesvědčil císaře Františka Josefa I., aby vyhlásil válku Srbsku.
- Lucia Majeríková (*1991)

## Partnerská města
- Česká Skalice, Česko
- Hradec nad Moravicí, Česko
- Nowy Targ, Polsko
- Stary Sącz, Polsko